# Шпак Василь Пилипович
Васи́ль Пили́пович Шпак — (*28 червня 1948, Слобода-Носковецька Жмеринського району Вінницької області) — український живописець, графік. Член Національної спілки художників України з 1994 р. Працював у станковому живописі, переважно у жанрі тематичної картини на теми обрядового життя. 

1992 р. закінчив Заочний народний університет мистецтв ім. Н.К. Крупської, образотворче відділення, за фахом станкового живопису. Згодом Народний художник України Михайло Чорний прийняв митця до лав своїх учнів, продовживши творче навчання живописця. 

Учасник обласних та всеукраїнських виставок з 1990 р. Персональна виставка — м. Вінниця, обласний краєзнавчий музей, 1993 р.
|                                                    | Творчість Шпака В. П. щира, з глибини душі власного переживання, базується на звичаях, традиції та історії українського села, зокрема історії українського козацтва, а також на матеріалах українського фольклору... Стилістика і манера вираження є непідробною, щирою, художньо переконливою. Колорит теплий, зібраний, гармонійний, що свідчить про досконалу живописну систему, яка є природною складовою його художньої манери. |
| — Леонтій Гринюк, заслужений діяч мистецтв України | |

## Твори
Твори зберігаються у Вінницькому обласному краєзнавчому музеї, Вінницькому обласному художньому музеї.
- Літературно-мистецька премія «Кришталева вишня» (2014).[2]